# آینه خورشیدی
آینه خورشیدی (به انگلیسی: solar mirror) یک تأسیسات ویژه نصب شده شامل آینه‌های بزرگ و چرخشی و یک دستگاه موازی ساز (کولیماتور) در یک ایستگاه فضایی بین‌المللی (ISS) توسط یک شرکت استارت آپ آمریکایی به نام tons of mirrors است که می‌تواند نور خورشید را در طول شب به صفحه‌های خورشیدی روی زمین، هدایت کند.

پروژه SSPD-1 (اس‌اس‌پی‌دی-۱)، (نمایش دهنده انرژی خورشیدی فضایی) در سوم ژانویه ۲۰۲۳ میلادی با هدف نشان دادن امکان‌پذیری یک روزه برداشت انرژی خورشیدی و انتقال آن به صورت بی‌سیم به زمین در مقیاس تجاری، راه اندازی شده است.
این مأموریت به سرپرستی دانشمندان مؤسسه فناوری کالیفرنیا (caltech) در ایالات متحده برای آزمایش فناوری اصلی، انجام شده است.
این آزمایش شامل:
1. ساختار پنل خورشیدی جدید با الهام از اوریگامی
2. طرح‌های مختلف سلول خورشیدی
3. فرستنده ریزموج

است.